# Барстоу-Даггетт (аэропорт)

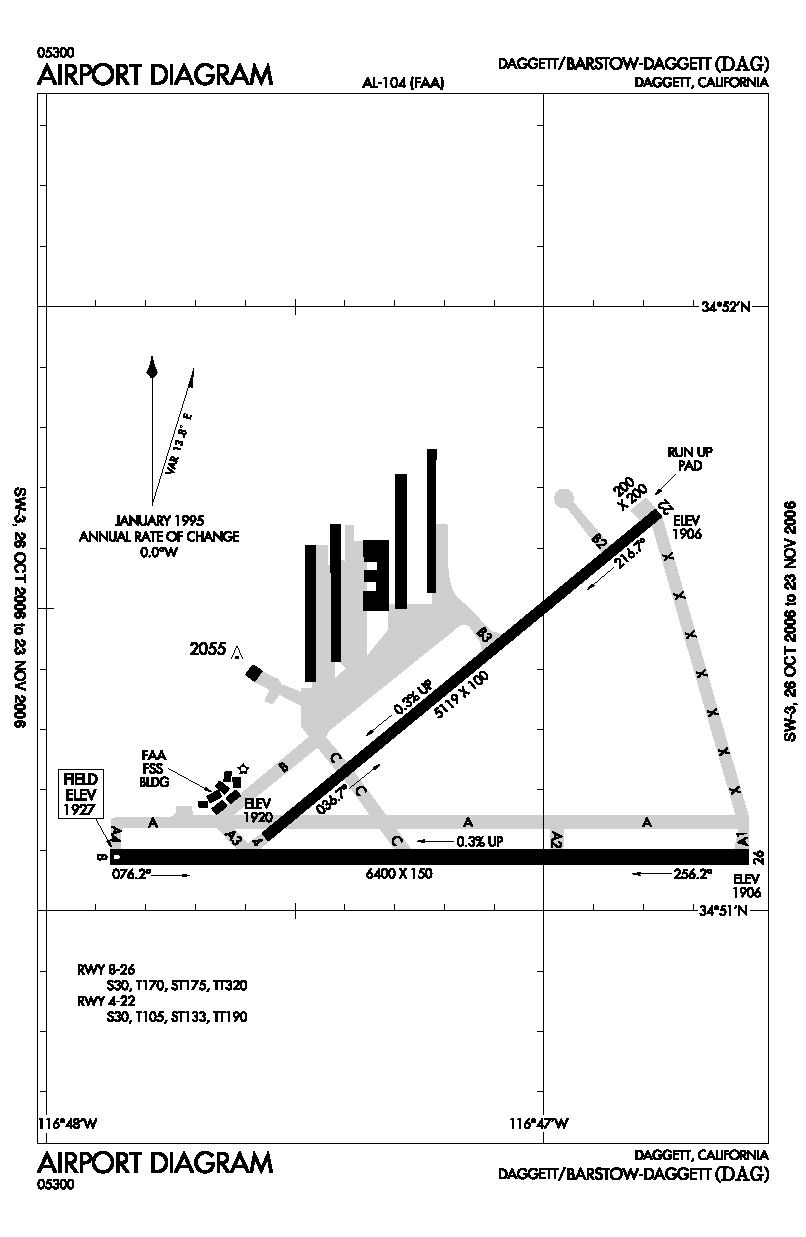
Схема FAA аэропорта

Аэропорт Барстоу-Даггетт (англ. Barstow-Daggett Airport), (ИАТА: DAG, ИКАО: KDAG, FAA LID: DAG) — государственный гражданский аэропорт, расположенный между городами Барстоу и Даггетт, округ Сан-Бернардино (Калифорния), США.

## История
Во время Второй мировой войны аэродром Барстоу-Даггетт использовался Четвёртой армией ВВС Армии США. Развёрнутая база была первой, где авиастроительная компания Дуглас (Douglas Air Craft Corporation) производила переоборудование лёгких бомбардировщиков Дуглас А-20 Хэвок для дальнейшей их отправки по программе ленд-лиза в Советский Союз. Позднее авиабаза использовалась для тренировочных полётов истребителей Локхид P-38 «Лайтнинг», оборудованных новыми ракетами, размещавшимися под крылом истребителя.
Множество отчетов об авариях самолётов на авиабазе Барстоу-Даггетт говорят о том, что на базе проходили испытания всех новых вооружений, выпускавшихся США во время войны. После окончания Второй мировой войны авиабаза была закрыта для военно-воздушных сил США и долгое время использовалась в качестве стоянки для военных самолётов.

## Операционная деятельность
Аэропорт Барстоу-Даггетт занимает площадь в 440 гектар, расположен на высоте 587 метров над уровнем моря и эксплуатирует две взлётно-посадочные полосы:
- 8/26 размерами 1560 х 30 метров с асфальтовым покрытием;
- 4/22 размерами 1951 х 46 метров с асфальтовым покрытием.